# Landi Renzo
 (novembre 2010).
Si vous disposez d'ouvrages ou d'articles de référence ou si vous connaissez des sites web de qualité traitant du thème abordé ici, merci de compléter l'article en donnant les références utiles à sa vérifiabilité et en les liant à la section « Notes et références ».

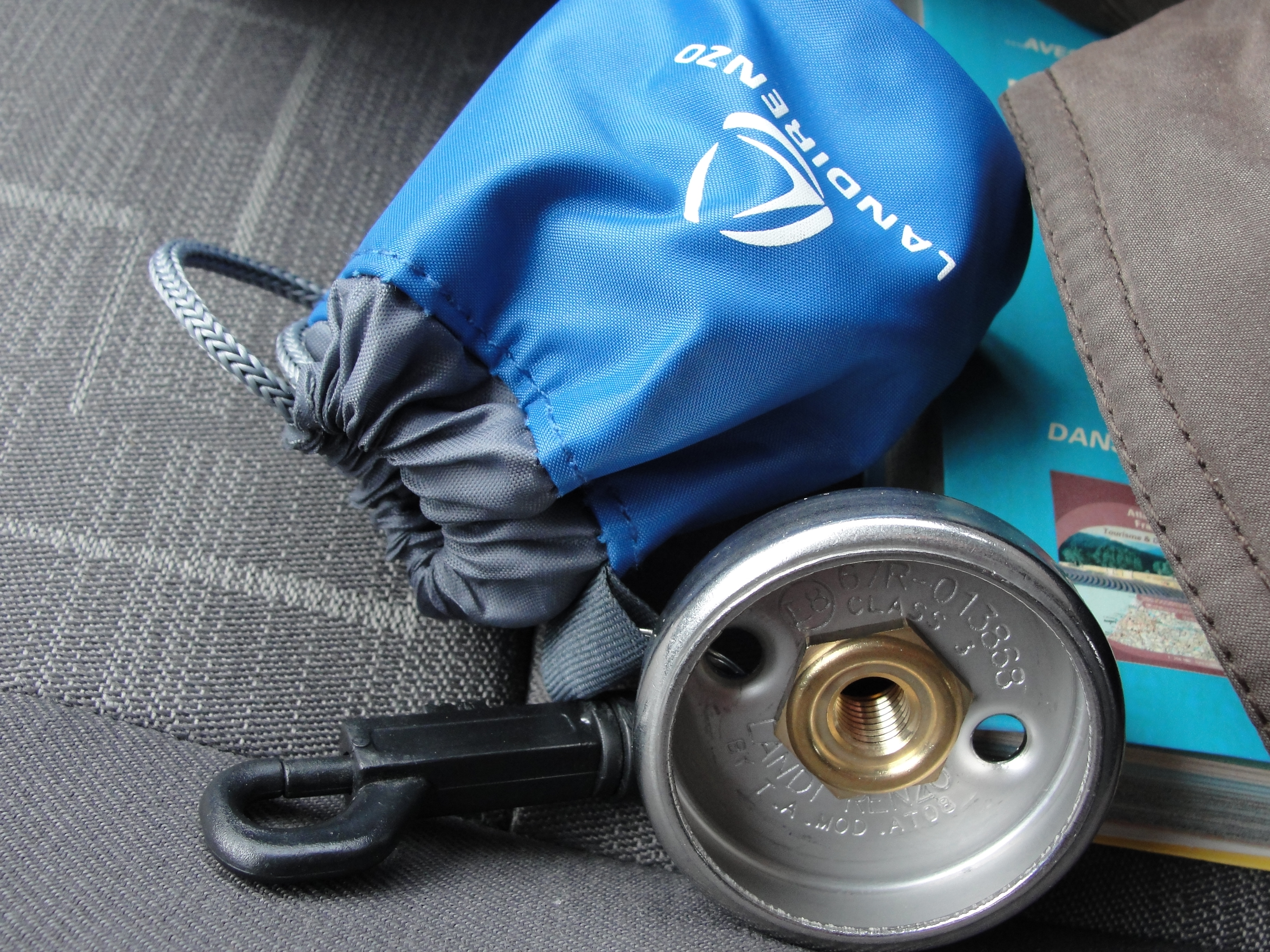

Landi Renzo S.p.A. est un équipementier automobile italien, actif depuis 1954 à Reggio d'Émilie au nord de la péninsule, entre Parme et Modène.
Il fournit aux principaux constructeurs du marché, des systèmes complets d'alimentation GPL ou méthane (GNV), pour moteurs à injection électronique catalysés (sonde Lambda) ou non, et carburateur:
Le groupe Landi Renzo S.p.A. dispose de filiales sur les cinq continents ce qui en fait le premier constructeur mondial de sa spécialité avec un chiffre d'affaires de 300 M€, devant BRC 170 M et Prins Autogassystemen BV, 50 M. Le groupe Landi SpA détient un peu plus de 30 % du marché mondial.

## Principaux domaines d'activité
- adaptateurs (raccord orifice de réservoir-flexible de pompe)
- réservoirs[3]
- mélangeurs air-carburant
- commutateurs (mode gaz ↔ essence et inversement)
- électrovannes (maintien de l'énergie sélectionnée, éviter un basculement intempestif durant la combustion)
- réducteurs (diminuer la pression du gaz)

## Historique des spécialités
Depuis sa création en 1954, la société Renzo Landi s'est spécialisée dans l'alimentation des moteurs à combustion avec des énergies alternatives comme le GPL et le méthane, énergies très prisées en Italie depuis la première guerre mondiale.
En 1968, la société développe un nouveau type de réducteur de pression, breveté sous l'appellation RENZOMATIC. Ce fut le premier constructeur à avoir réglé, sans autre artifice, le délicat problème de fonctionnement au ralenti des moteurs fonctionnant au GPL. Avec ce produit, l;a société connaitra une croissance exponentielle les années suivantes.
En 1980, la société développe le TN.1, réducteur de pression pour les alimentations au méthane, avec contrôle électronique. Ce produit deviendra la référence obligatoire pour les homologations.
En 1995, la société rachète son concurrent hollandais Eurogas Holding qui détient le constructeur Eurogas Utrecht, crée une filiale en Pologne et en Chine.
En 2001, Landi Renzo SpA est la première à obtenir la certification ISOTS 16949.
En 2008, la société rachète son concurrent italien Lovato Gas SpA, troisième opérateur mondial avec 10 % du marché.
En 2010, la société rachète les constructeurs italien A.E.B. srl et américain Baytech Corp. 
Le groupe Landi détient un peu plus de 30 % du marché mondial.
En France, le principal concurrent est le grenoblois Borel.

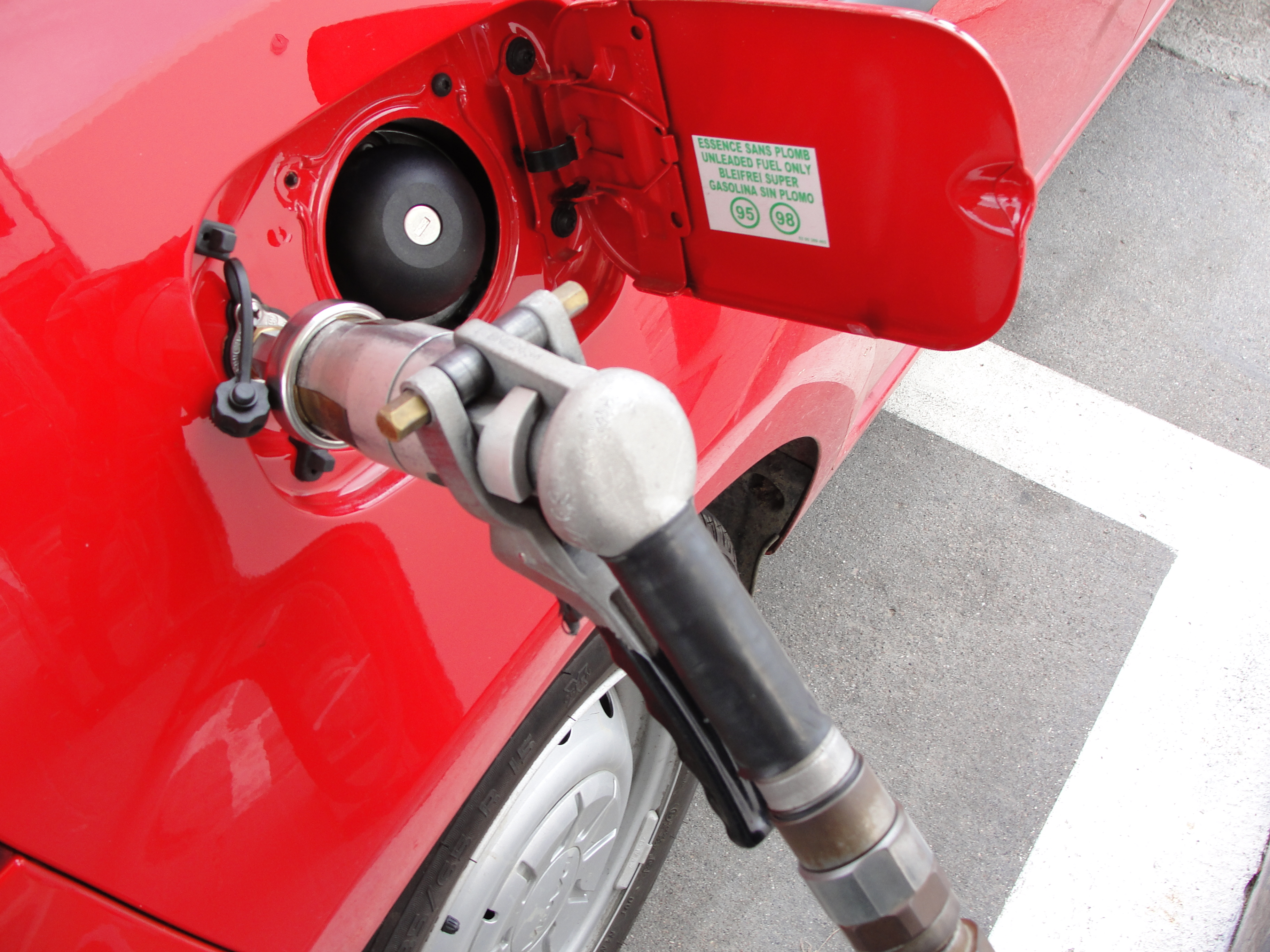